# 아오노 다케시 (야구 선수)
아오노 다케시(일본어: 青野 毅, 1983년 1월 12일 ~ )는 일본의 프로 야구 선수이며, 전 퍼시픽 리그인 지바 롯데 마린스의 소속 선수(내야수)이다.

## 인물

### 프로 입단 전
쇼난 고등학교 시절 팀내 4번 타자로서 고시엔 대회에서도 활약하는 등 고교 일본 선발에도 발탁되었다. 당시에는 외야수를 겸하고 있으면서 야수로서도 평가는 높았다. 2학년 때 1년 연상인 우에노 히로후미, 쓰루오카 신야의 배터리와 함께 본인은 외야수로서 출전했다. 2000년 오프에는 프로 야구 드래프트 회의에서 지바 롯데 마린스로부터 드래프트 5순위이자 투수로서 지명을 받아 입단했다.

### 프로 입단 후

#### 2001년 ~ 2005년
이듬해 2001년에는 야수로 전향했고, 2005년까지 5년 간은 2군에서만 생활하면서 프로 2년째인 2002년에 1군 경기에서 한 타석에만 들어섰다. 펀치력이 있는 타격은 기대되고 있었지만 1군에서의 뚜렷한 성적을 낼 수 없었다. 그러나 서서히 2군에서의 중심 선수로 지위를 올리면서 2005년에는 2군에서 팀 최다인 92경기에 출전해 타율 2할 8푼 6리, 7홈런, 10개의 도루를 기록하면서 팀 우승에 기여했다.

#### 2006년
다음해인 4월 15일에는 호리 고이치를 대신으로 1군에 승격하면서 그 날에 있은 세이부 라이온스전에서의 2번·3루수로 선발 멤버로 출전, 9회에는 프로 데뷔 후 처음으로 안타를 때렸다. 6월 14일의 요코하마 베이스타스전의 4회말에 나스노 다쿠미로부터 프로 첫 홈런이 되는 만루 홈런을 때려냈고 7월 1일 후쿠오카 소프트뱅크 호크스전에서 2회말 다노우에 게이사부로로부터 만루 홈런을 기록했다. 프로 데뷔 이후 1호·2호와 함께 만루 홈런을 기록한 것은 사상 최초였다. 이것의 활약도 있어 시즌 중반으로부터 2루수와 3루수로서의 1군에서 64경기에 출전하여 타율 2할 7푼 5리를 기록했다. 수비에서는 1루수 2경기, 2루수 43경기, 3루수 12경기, 외야수로서는 3경기에 출전했다. 2군과는 적은 출장 경기 수이면서 타율 3할 2푼 1리와 8개의 홈런을 기록했다.

#### 2007년
시즌 초반에 타율 4할대를 넘어 한때는 타격 부문 1위로 서는 등 경이적인 활약을 보였다. 수비에서도 1루수 6경기, 2루수 21경기, 3루수 41경기, 유격수 1경기, 외야수 17경기로 모든 포지션을 지켰다. 그러나 후반기에는 손목과 어깨 부상에 시달려 2군으로 떨어졌고 주전 자리는 확보할 수 없었다. 7월 말에 가고시마현 출신의 여성과 결혼했고, 공식 발표는 클라이맥스 시리즈 제1 스테이지 이후인 10월 11일에 행해졌다.

#### 2008년
전년도에 부상당했던 어깨 수술을 받아 재활 훈련에 전념했지만 1군 출전은 없었다.

#### 2009년
이듬해 2009년에도 1군에서의 출전 기회는 없었지만 2군에서는 33경기에 출전했다.

#### 2010년
3년 만에 1군에서의 첫 출장을 완수하면서 홈런도 때려냈지만 정규 시즌에서는 2안타에만 그쳤다.

## 플레이 스타일
원래 수비 포지션은 3루수였지만 1군에서는 2루, 그 외에 1루·유격·좌익·우익수도 지킨 경험을 했다. 본직이 아닌 수비의 위치를 지키는 것은 3루의 주전 선수였던 이마에 도시아키가 있었기 때문이었다. 수비에서는 다수의 포지션을 해낼 정도의 손재주가 있음을 보이는 한편 손질을 덜하면서 장타력과 첫 번째 공으로부터 적극적으로 털어 가는 좋은 타격을 갖고 있는 것이 특색이다.

## 출신 학교
- 쇼난 고등학교

## 선수 경력
- 지바 롯데 마린스(2001년 ~ )

## 개인 기록
- 첫 출장·첫 선발 출장 : 2002년 5월 12일, 대 후쿠오카 다이에 호크스 8차전(후쿠오카 돔)
- 첫 안타 : 2006년 4월 15일, 대 세이부 라이온스 5차전(인보이스 SEIBU 돔)
- 첫 타점 : 2006년 4월 18일, 대 도호쿠 라쿠텐 골든이글스 4차전(풀캐스트 스타디움 미야기)
- 첫 홈런 : 2006년 6월 14일, 대 요코하마 베이스타스 5차전(지바 마린 스타디움)
- 첫 도루 : 2006년 10월 1일, 대 도호쿠 라쿠텐 골든이글스 20차전(풀캐스트 스타디움 미야기)

## 등번호
- 58(2001년 ~ )

## 연도별 성적
| 연도       | 소속       | 경 기 | 타 석 | 타 수 | 득 점 | 안 타 | 2 루 타 | 3 루 타 | 홈 런 | 루 타 | 타 점 | 도 루 | 도루 실패 | 희생 번트 | 희생 플라이 | 볼 넷 | 고의 사구 | 死 구 | 삼 진 | 병 살 타 | 타 율 | 출 루 율 | 장 타 율 | O P S |
| ---------- | ---------- | ----- | ----- | ----- | ----- | ----- | ------- | ------- | ----- | ----- | ----- | ----- | --------- | --------- | ----------- | ----- | --------- | ----- | ----- | -------- | ----- | -------- | -------- | ----- |
| 2002년     | 지바 롯데  | 1     | 1     | 1     | 0     | 0     | 0       | 0       | 0     | 0     | 0     | 0     | 0         | 0         | 0           | 0     | 0         | 0     | 0     | 0        | .000  | .000     | .000     | .000  |
| 2006년     | 지바 롯데  | 64    | 199   | 182   | 18    | 50    | 12      | 3       | 6     | 86    | 22    | 1     | 1         | 4         | 2           | 10    | 0         | 1     | 44    | 6        | .275  | .313     | .473     | .786  |
| 2007년     | 지바 롯데  | 76    | 278   | 255   | 34    | 63    | 8       | 2       | 10    | 105   | 35    | 2     | 1         | 7         | 2           | 9     | 0         | 5     | 62    | 5        | .247  | .284     | .412     | .696  |
| 2010년     | 지바 롯데  | 14    | 20    | 18    | 5     | 2     | 0       | 0       | 1     | 5     | 1     | 0     | 0         | 0         | 0           | 2     | 0         | 0     | 6     | 1        | .111  | .200     | .278     | .478  |
| 통산 : 4년 | 통산 : 4년 | 155   | 498   | 456   | 57    | 115   | 20      | 5       | 17    | 196   | 58    | 3     | 2         | 11        | 4           | 21    | 0         | 6     | 112   | 12       | .252  | .292     | .430     | .722  |

- 2010년 기준.
- 2001년, 2003년 ~ 2005년, 2008년 ~ 2009년은 1군 출장 없음.